# سباق طواف فرنسا 1998
سباق طواف فرنسا 1998 من سلسلة سباقات سباق طواف فرنسا. أقيم هذا السباق في تاريخ 11 يوليو - 2 أغسطس، 1998 على 21+Prologue مراحل. بعد مرور 92 ساعة و49 دقيقة و46 ثانية وبعد طي 3877.1 كم بمتوسط 41.765 كم في الساعة فاز بالميدالية الذهبية ماركو بانتاني من إيطاليا، فيما حصد يان أولريش من ألمانيا الميدالية الفضية، وكانت الميدالية البرونزية من نصيب بوبي جولش من الولايات المتحدة.

## الميداليات
| ذهب                     | فضة                  | برونز                        |
| ماركو بانتاني - إيطاليا | يان أولريش - ألمانيا | بوبي جولش - الولايات المتحدة |